# スーパーベイビーズ
スーパーベイビーズは、2022年にデビューした日本の女性アイドルグループ。

## 概要
山田せいあ、河西野々花、白石彩花、甘楽ひな、松尾美侑、榎戸ぴりか、姫乃みあの7人からなるアイドルユニット。
コンセプトは、地球のハートを守るべく立ち上がった「アイドルヒーロー」。
ファンの総称は保護者。男性ファンをダディ、女性ファンをマミィと呼んでいる。モンペ（モンスターペアレントの略）と呼ばれることもある。（事務所の先輩BLACKNAZARENE命名）

## 来歴

### 2022年
- 6月1日、公式Twitterにてグループの結成、所属メンバーに加え、初ステージお披露目のスケジュールを告知。[1]
- 7月17日、音楽プラットフォーム「AWA」公式番組「スーパーベイビーズのスーパーミュージックタイム〜スパミュー！〜」がスタート。公式ラウンジ人気ランキングでは7月度より3ヶ月連続トップ10入り。さらに「AWA」限定でサブスク先行解禁した「P.T.G」は解禁当日にリアルタイム急上昇楽曲で第3位を獲得。[2]
- 7月25日、豊洲PITで開催されたPopteen初の音楽フェス「ぽぷフェス2022夏」にて初ステージ。同時に10月13日にCDデビューすることをステージ上で発表した。[3]
- 7月26日、Popteen主催のファッションイベント「真夏のリアコ祭」（@豊洲PIT）に参加。ライブステージに加え、メンバー全員がモデルとしてランウェイにも登場。[4]
- 7月29日、新宿KeyStudioにてお披露目記念イベント「HOGOSHAKAI #1」を開催。初ステージからわずか4日でチケットがソールドアウト。[5]
- 10月8日 - 10月29日、「デイリースポーツ」東京版一面に6日間に渡り広告を掲載。[6]
- 10月13日、デビューと同時にデビューシングル「P.T.G」をリリース。オリコンデイリーランキング初登場第4位を獲得。10月12日付タワーレコード全店総合シングル売上ランキング第2位を獲得。[7]YouTubeで公開されたMVは15万回再生を突破。[8]
- 10月15日 - 10月16日、スーパーベイビーズ公式アプリリリースを記念し、MAGNET by SHIBUYA109にて2日間に渡って記念展示会「スパベビズム」を開催。特大ポスターや初公開写真、メンバー直筆イラストなどを展示。
- 11月20日、電気通信大学学園祭（第72回調布祭）にてライブステージを披露。初の学祭参加となった。

### 2023年
- 2月6日、「週刊プレイボーイ」にメンバーの山田せいあが8ページに渡り掲載。同時に発売されたデジタル写真集「夢心地」はデイリー写真集ランキングで第4位を獲得。
- 2月15日、ミニアルバム「スパベビズム」をリリース。収録曲「NICONICO」はYouTubeでの公開2週間で20万回再生を突破。
- 3月19日 - 5月2日、初の主催対バンツアー「SUPER TOURS」を名古屋（3月19日 - ElectricLadyLand）、福岡（3月21日 - INSA）、大阪（4月8日 - ESAKA MUSE、4月29日 - OSAKA MUSE）、札幌（4月22日 - SPiCE SAPPORO）、東京（5月2日 - 新宿BLAZE）の全国5都市で開催。
- 5月2日、スーパーベイビーズ公式ファンクラブがスタート。
- 7月26日、デジタルシングル「まえむいてみる」をリリース。
- 7月31日、「PlatinumFLASH vol.23」にメンバーの山田せいあが掲載。グラビアが10ページに渡って掲載された。
- 8月1日、「お台場冒険王2023 SUMMER SPLASH! TIF presents アイドルステージ」に出演。フジテレビ本社屋1Fのロッテふ〜せんガムステージにてライブを行った。
- 8月4日、デビュー1年目で「TIF2023」に出演。DOLL FACTORYとSKYステージでパフォーマンスを行った。山田せいあが「TIF2023」出演アイドルの中から6名の選抜メンバーに選ばれ、「TIF2023」と「週刊SPA!」のコラボ企画「水着でアイドル頂上決戦」に参加[9]。
- 10月9日、スーパーベイビーズ初のワンマンライブ「わくわくスパベビわんだーらんど」を渋谷ストリームホールで開催。チケットはソールドアウトし大盛況であった。[10]

### 2024年
- 2月19日、新メンバーの加入を発表。3月19日に披露される[11]。
- 5月15日、透月みうが複数の契約違反に伴い同日付で契約解除となる。
- 5月24日～5月26日、わくわくスパベビわんだー劇場「スーパーベイビーズ：マルチバース」開催。脚本・演出にますもとたくや、演技指導に川岡大次郎を迎え演劇に初挑戦した[12][13]。
- 6月3日、SHOWROOM公式番組「スーパーベイビーズ！」放送開始。[14]
- 8月31日、デジタルシングル「絶対きみと！」をリリース。[15]
- 10月3日、2度目のワンマンライブ「わくわくスパベビわんだーランド～ダークミラー編～」を開催。[16]

### 2025年
- 1月25日、天野真里亞卒業
- 3月20日、新メンバー 榎戸ぴりか・姫乃みあ加入

## メンバー
| メンバー   | よみ           | 誕生日   | 出身地 | メンバーカラー         | 加入日  | 備考 |
| ---------- | -------------- | -------- | ------ | ---------------------- | ------- | --- |
| 山田せいあ | やまだせいあ   | 7月31日  | 北海道 | ベイビーブルー         | 初期    | YOASOBI「アイドル」の踊ってみた動画がSNS総再生回数1,300万回を突破。ゲーム好きで、ゲーム配信なども精力的に行っている。 元フルーティー 元シャカデリック |
| 河西野々花 | かさいののか   | 6月14日  | 東京都 | ベイビーレッド         | 初期    | アイドル歴が長く、アイドルとしてステージに立つことをとても大切にしている。食べるのが大好き。 元ハッピーくるくる 元シャカデリック                      |
| 白石彩花   | しらいしあやか | 6月4日   | 東京都 | ベイビーイエロー       | 初期    | ソロアイドルとしての活動経験もある努力家。TikTokを毎日投稿中。                                                                                        |
| 甘楽ひな   | かんらひな     | 10月17日 | 愛知県 | ベイビーミントグリーン | 3月19日 | |
| 松尾美侑   | まつおみゆ     | 1月12日  | 福岡県 | ベイビーピーチオレンジ | 3月19日 | 元it’s sunny |
| 榎戸ぴりか | えとぴりか     | 2月14日  | 石川県 | ベイビーアクア         | 3月20日 | 元ぴぴぴくせる |
| 姫乃みあ   | ひめのみあ     | 11月14日 | 富山県 | ベイビーラベンダー     | 3月20日 | |

### 元メンバー
| メンバー   | よみ         | 誕生日  | 出身地 | メンバーカラー   | 備考                                      |
| ---------- | ------------ | ------- | ------ | ---------------- | ----------------------------------------- |
| 水城りみ   | みずきりみ   | 7月21日 | 北海道 | ベイビーピンク   | 2023年6月30日卒業                         |
| 透月みう   | ゆづきみう   |         |        | ベイビーホワイト | 契約違反に伴い2024年5月15日付にて契約解除 |
| 天野真里亞 | あまのまりあ | 12月2日 | 福岡県 | ベイビーパープル | 2025年1月25日卒業                         |

## 作品

### シングル
|     | 作品名 | 発売日         | 盤名                 | 収録曲                                                           |
| --- | ------ | -------------- | -------------------- | ---------------------------------------------------------------- |
| 1st | P.T.G  | 2022年10月13日 | 初回生産限定盤Type-A | 1. P.T.G 2. Baby☆Summer 3. YUMEBIYORI - DVD：P.T.G（MV&SPECIAL） |
| 1st | P.T.G  | 2022年10月13日 | 通常盤Type-B         | 1. P.T.G 2. トキメキばぶリー                                     |

### ミニアルバム
|     | 作品名       | 発売日        | 盤名                 | 収録曲 |
| --- | ------------ | ------------- | -------------------- | --- |
| 1st | スパベビズム | 2023年2月15日 | 初回生産限定盤Type-A | 1. NICONICO 2. P.T.G 3. ハートのきもち 4. トキメキばぶリー 5. champion 6. ゆきぐもにのって 7. 君へ - ダウンロードカード：NICONICO（MV）、SPECIAL MOVIE |
| 1st | スパベビズム | 2023年2月15日 | 通常盤Type-B         | 1. NICONICO 2. P.T.G 3. ハートのきもち 4. トキメキばぶリー 5. champion 6. ゆきぐもにのって 7. 君へ                                                     |

### デジタルシングル
|  | 作品名         | 配信日         | 収録曲         |
|  | -------------- | -------------- | -------------- |
|  | まえむいてみる | 2023年7月26日  | まえむいてみる |
|  | ア・レ・ソ・レ | 2023年9月28日  | ア・レ・ソ・レ |
|  | MONSTERxxx     | 2023年9月28日  | MONSTERxxx     |
|  | 星の夢         | 2023年10月13日 | 星の夢         |
|  | 絶対きみと！   | 2024年8月31日  | 絶対きみと！   |

### デジタルミニアルバム
|     | 作品名        | 発売日        | 収録曲 |
| --- | ------------- | ------------- | --- |
| 1st | スパベビズム2 | 2025年5月10日 | 1. 絶対きみと！(2025) 2. デルゥルゥ 3. ポジティブフィルター 4. まえむいてみる(2025) 5. SUPER MUSIC(すぱみゅ～)(2025) |

## 出演

### テレビ
- 音いたち（2022年10月7日、関西テレビ）
- 日経プレゼンツ 資産を作る〜未来編（2022年10月4日、日経CNBC）- 山田せいあ
- MUSIC B.B.（2022年10月10日-10月23日、TOKYO MX等全国27局）
- ウラマヨ！（2022年10月度エンディングテーマ、関西テレビ）

### ウェブテレビ
- ABEMA BOATRACE SPACE『クロちゃんとクルーちゃん2nd』（2023年4月7日 - 2024年3月29日、ABEMA） - 山田のみボートレースガールズとして出演
- ABEMA BOATRACE COLORS『クロクルパレット』（2024年4月5日 - 、ABEMA） - 山田のみ

### ラジオ
- スーパーベイビーズのスーパーミュージックタイム！〜スパミュー！〜（2022年7月17日-、AWAラウンジ）
- MAX &たかし トレンドヴァンパイヤー（2023年6月28日、Shibuya Cross-FM）山田せいあ、天野真里亞出演
- 東京かわいいステーション（2023年7月16日-2023年7月23日、FM FUJI）

### 雑誌
- 徳間書店「月刊エンタメ 9.10月合併号」（2022年7月29日発売）山田せいあ掲載
- 角川春樹事務所「月刊Popteen 10月号」（2022年9月1日発売）
- 集英社「週刊プレイボーイ 2/20・27合併号」（2023年2月6日発売）山田せいあ掲載
- 「IDOL FILE Vol.30 SCHOOL FASHION」（2023年6月16日発売）天野真里亞掲載
- 光文社ブックス「PlatinumFLASH vol.23」（2023年7月31日発売）山田せいあ掲載
- 扶桑社「週刊SPA!8/8号」（2023年8月1日発売）山田せいあ掲載
- 白夜書房「BUBKA(ブブカ) 2023年 11月号」（2023/09/29）
- 集英社「週刊ヤングジャンプ」（2024/7/18）山田せいあ掲載

### ウェブメディア
- アイドルメディア「セカイべ」[18]
- 「HARAJUKU POP WEB」[19]
- 「VANITYMIX」[20]
- 「ガルポ！」[21]
- 「推しごと」[22]
- 【TIF2023 速報】スーパーベイビーズ SKY STAGE[23]
- 「日刊SPA！」8/4(金) #TIF2023 SKY STAGE ライブレポート[24]

## 新聞
- デイリースポーツ東京版（2022年10月8日- 神戸新聞社）
- デイリースポーツ東京版（2022年10月9日- 神戸新聞社）
- デイリースポーツ東京版（2022年10月14日- 神戸新聞社）
- デイリースポーツ東京版（2022年10月22日- 神戸新聞社）
- デイリースポーツ東京版（2022年10月23日- 神戸新聞社）
- デイリースポーツ東京版（2022年10月29日- 神戸新聞社）